# Ян Коларж (1986)
Ян Коларж (чеськ. Jan Kolář; 22 листопада 1986, м. Пардубице, ЧССР) — чеський хокеїст, захисник. Виступає за «Амур» (Хабаровськ) у Континентальній хокейній лізі.
Вихованець хокейної школи ХК «Пардубице». Виступав за ХК «Пардубице», ХК «Градець-Кралове», ХК «Їндржихув-Градець», ХК «Хрудім», «Донбас» (Донецьк), «Адмірал» (Владивосток).
В чемпіонатах Чехії — 238 матчів (14+32), у плей-оф — 47 матчів (0+13).
У складі національної збірної Чехії учасник чемпіонатів світу 2014 і 2015 (20 матчів, 1+5).
Досягнення
- Чемпіон Чехії (2010, 2012), срібний призер (2007), бронзовий призер (2011)
- Володар Континентального кубка (2013)